# Phanerotoma iturica
Phanerotoma iturica är en stekelart som beskrevs av De Saeger 1942. Phanerotoma iturica ingår i släktet Phanerotoma och familjen bracksteklar. Inga underarter finns listade i Catalogue of Life.